# Тагами

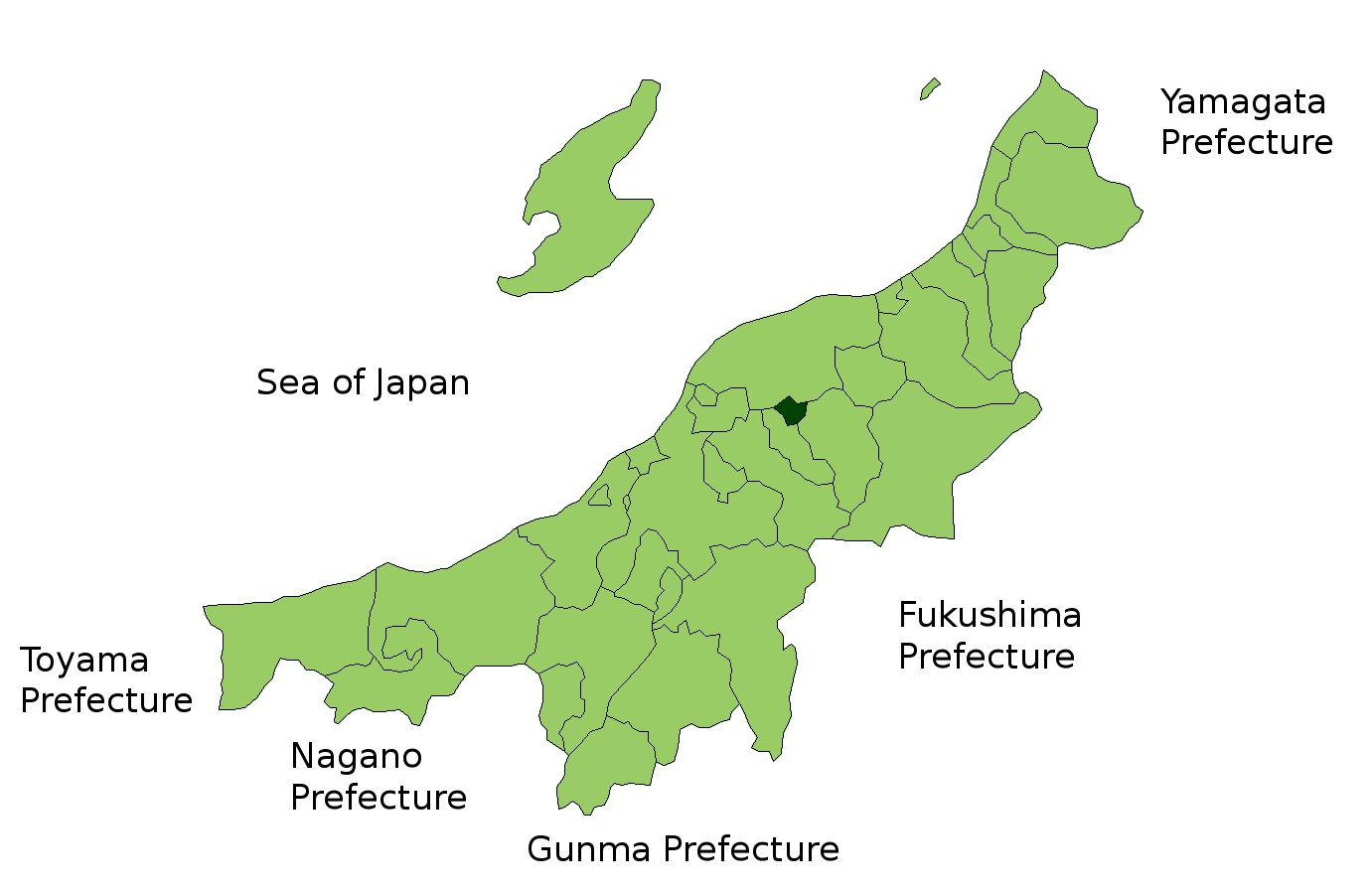
Тагами на карте префектуры Ниигата

Тагами (яп. 田上町, たがみまち Тагами-мати) — посёлок в уезде Минамикамбара  в центральной части префектуры Ниигата, Япония. Основан 1 августа 1973 года путём реорганизации села Тагами. Площадь посёлка составляет 31,77 км², население — 12 316 человек (1 августа 2014), плотность населения — 387,66 чел./км².

## География
Тагами граничит с районами Ниигаты Минами-ку и Акиха-ку, а также с городами Госэн и Камо. Через посёлок протекает река Синано.

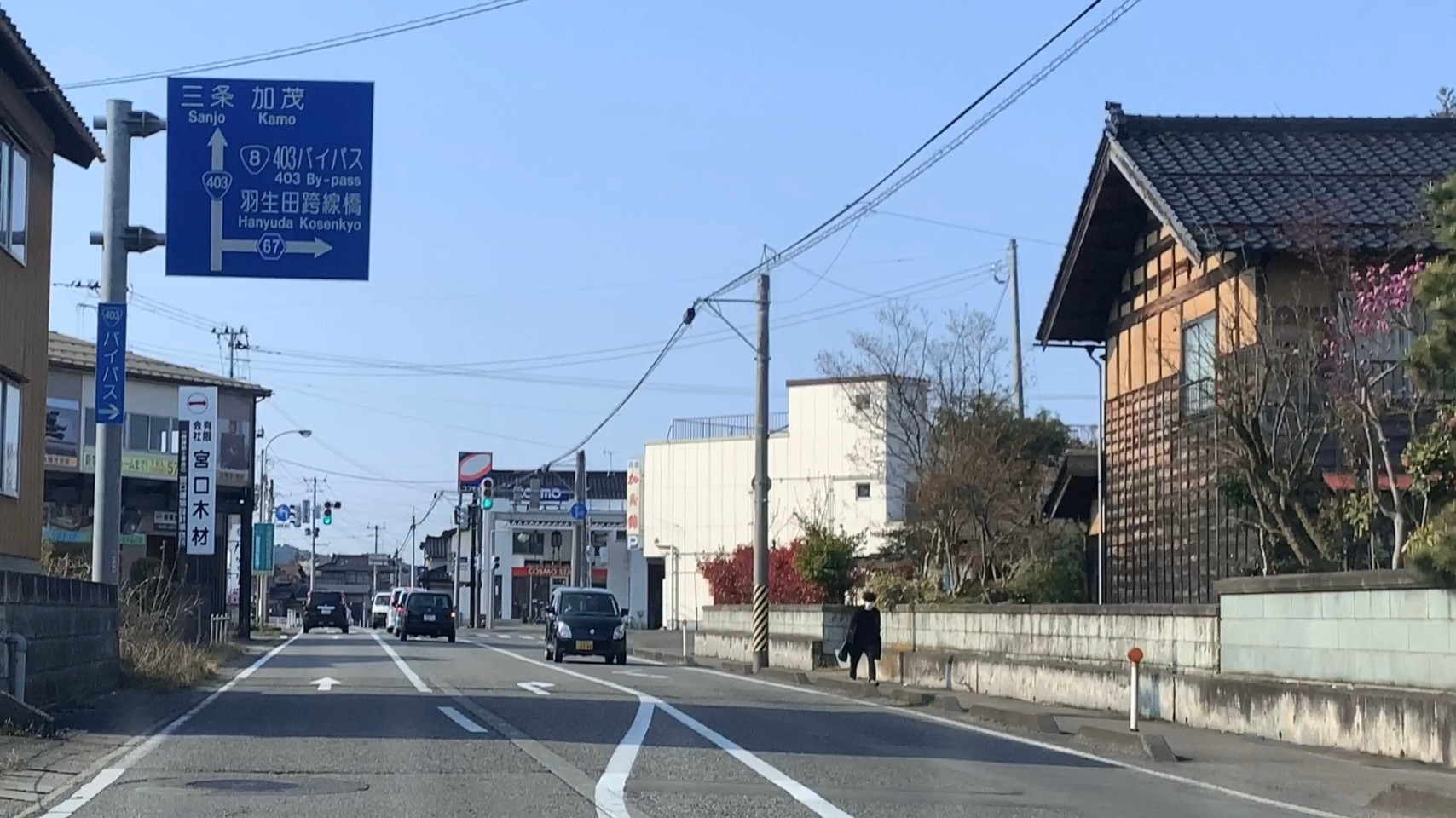
Улица в Тагами

### Климат
Тагами обладает влажным субтропическим климатом с холодной снежной зимой и тёплым влажным летом.

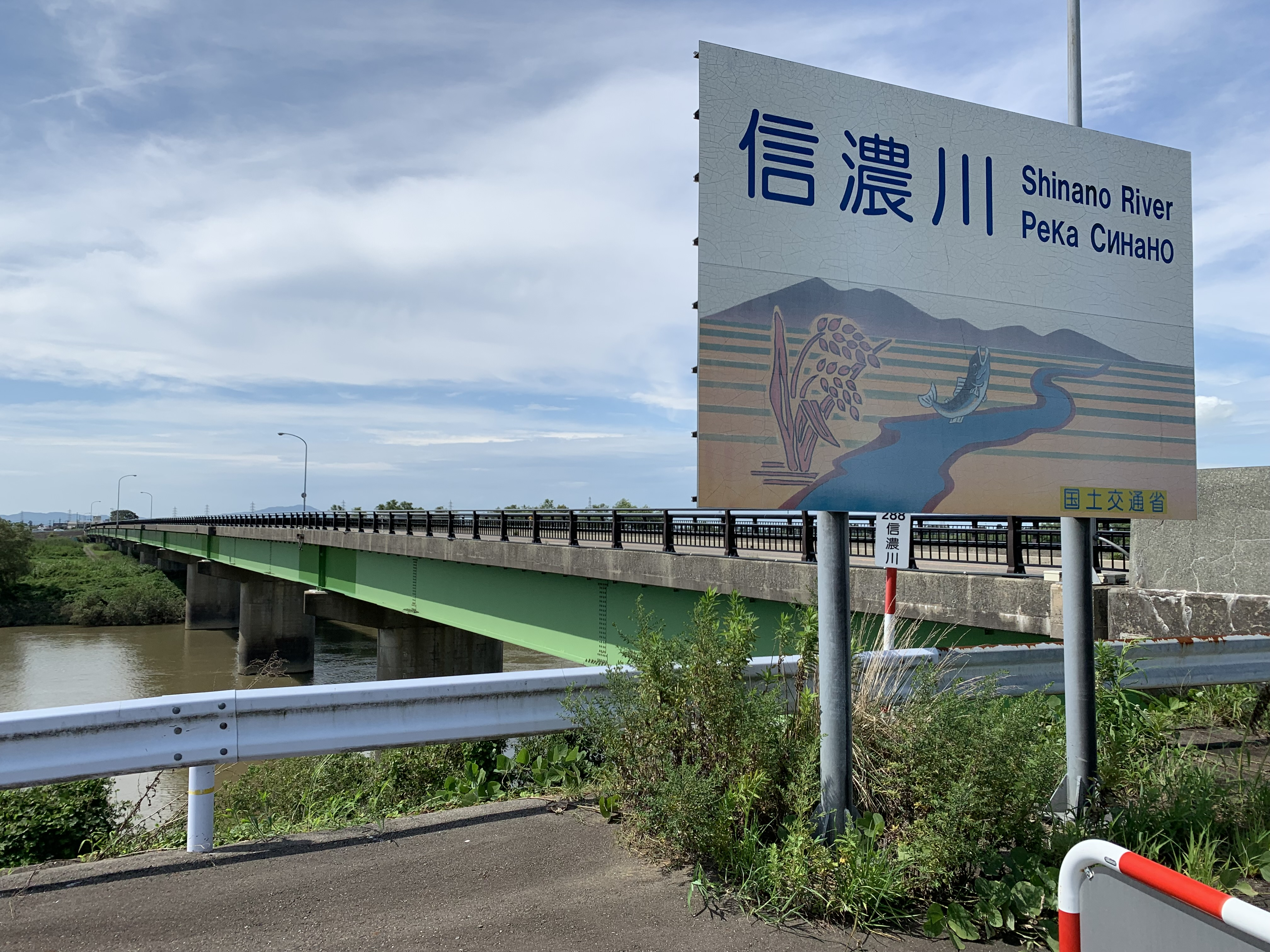
Мост через реку Синано на территории Тагами

## Демография
На момент 1 октября 2020 года население Тагами составляло 11227 человек. 
Изменение численности населения с 1980 по 2005 годы:
| 1980 | 11 396 чел. |  |
| 1985 | 12 083 чел. |  |
| 1990 | 12 761 чел. |  |
| 1995 | 13 523 чел. |  |
| 2000 | 13 643 чел. |  |
| 2005 | 13 363 чел. |  |

## История
Территория современного Тагами входила в историческую провинцию Этиго. В период Эдо регион контролировал сам сёгунат Токугава. Село Тагами уезда Минамикамбара было основано 1 апреля 1889 года. 1 августа 1973 года оно стало посёлком.

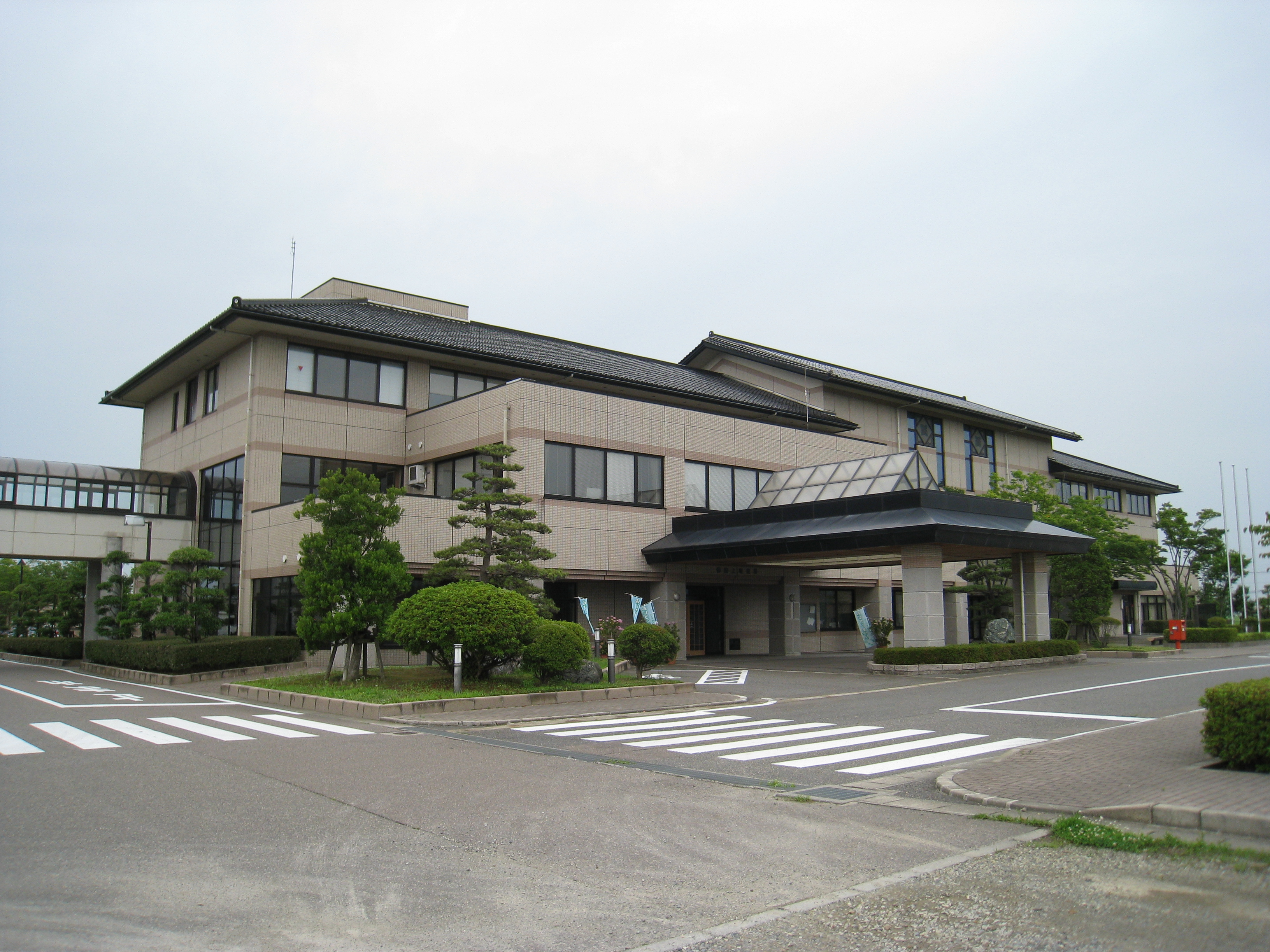
Мэрия Тагами

## Экономика
Экономика Тагами базируется на сельском хозяйстве. Также посёлок становится спальным районом для соседних крупных городов Ниигата, Сандзё и Камо.

## Образование
В Тагами есть две начальные и одна средняя школа.

## Транспорт

### Железные дороги
- East Japan Railway Company — Линия Синэцу.

В посёлке работает железнодорожная станция Тагами.

### Автодороги
Через Тагами проходит Национальная дорога 403.